# Рок, Рюрик Юрьевич
Рю́рик Ю́рьевич Ро́к (имя при рождении — Эмиль-Эдуард Максимилианович Геринг, 5 октября 1899, Варшава — 21 ноября 1962, Швейцария) — российский поэт, лидер литературной группы «Ничевоки», после эмиграции театральный продюсер во Франции и США.

## Биография
Родился в Варшаве в семье Максимилиана и Марии Геринг (урождённой Глюксберг). С 1900 года семья жила в Ростове-на-Дону, откуда Рок приехал в 1919 году в Москву.
В 1919 году был избран в состав Президиума Всероссийского союза поэтов наряду с С. Есениным, Ю. Балтрушайтисом, А. Белым, П. Коганом, А. Кусиковым, В. Шершеневичем и другими.
В 1919—1920 г. Рок был связан с московской группой имажинистов. Он вступил в Орден Имажинистов и числился среди «верховных советчиков» ордена. В 1920 г. работал в Государственном театре имени Мейерхольда. Окончил студию Мейерхольда в 1925 году.
Член литературной группировки «Ничевоки», сложившейся в Москве в начале 1920 года и окончательно оформившейся в августе 1920 года при Союзе поэтов в Ростове-на-Дону.
В июле 1920 года Рюрик Рок, Аэций Ранов и Лазарь Сухаребский издали в Москве сборник стихов поэтов-ничевоков «Вам».
Рюрик Рок проживал в Ростове в 1920—21 годах. Также там с ним были Илья Березарк, Олег Эрберг и Сусанна Мар, жена Рока. После перехода в 1920 году Сусанны Мар в стан имажинистов Рюрик Рок публично объявил о расторжении своего брака с «предательницей», разместив это сообщение в сборнике «Собачий ящик».
В 1921 году Рок был арестован (по воспоминаниям М. Ройзмана, по уголовному делу за подделку печати правления Союза поэтов). После ареста Рока группа ничевоков распалась.
В 1926 году он выехал в Западную Европу. Со второй половины 1920-х годов жил в Германии, где выпустил монографию о театре XV-XVI веков «в свете науки о духе». В 1931—1934 годах владелец театра во Франции, с 1934 года в США, с 1937 года владелец и режиссёр театра «Modern Stage School» в Калифорнии.
Умер в Швейцарии в 1962 году.
Брат — американский театральный продюсер и режиссёр Марион Геринг (1901—1977).

## Адреса
- Ростов-на-Дону, Газетный пер., д. 9, кв. 17 [4].
- Ростов-на-Дону, Газетный пер., д. 46, Подвал поэтов.

## Книги Рюрика Рока
- Рок, Рюрик. См.: Ранов Аэций, Рок Рюрик, Сухаребский Лазарь. Вам: (От ничевоков чтение) / Ред. Л. М. Сухаребского. — М.: Хобо, 1920. — 20 с.
- Рок, Рюрик. От Рюрика Рока чтения: Ничевока поэма / Обл. Г. Миллера. — М.: Хобо, 1921. — 15 с.
- Рок, Рюрик. Сорок сороков: Диалектич. поэмы, Ничевоком содеянные / Обложка Бориса Земенкова. — М.: Хобо, 1923. — 32 с.
- М. Геринг / Р. Рок Хэп, хэп, мистер! — М.: Пролеткульт, 1926. — 83 с. (в соавторстве с братом)